# I Will Remember
I Will Remember is een nummer van de Amerikaanse rockband Toto uit 1995. Het is de eerste single van hun negende studioalbum Tambu. Het nummer is een eerbetoon aan drummer Jeff Porcaro, die in 1992 overleed.
Het nummer werd nergens echt een grote hit. In Nederland haalde het de 4e positie in de Tipparade.